# Kvartbølge monopolantenne
En kvartbølge monopolantenne eller kvartbølge antenne er i korte træk en radioantenne hvis ene (typisk øverst) antennefødedel er 1/4 bølgelængde lang – faktisk en halv halvbølge dipolantenne. Den anden fødedels halvdel er typisk elektrisk ledende jord – eller et kunstigt jordplan (eng. groundplane) bestående af – radialer; eksempelvis 3 eller flere elektrisk ledende (metal)stave eller rør – eller en elektrisk ledende (metal)plade.